# 여권통문

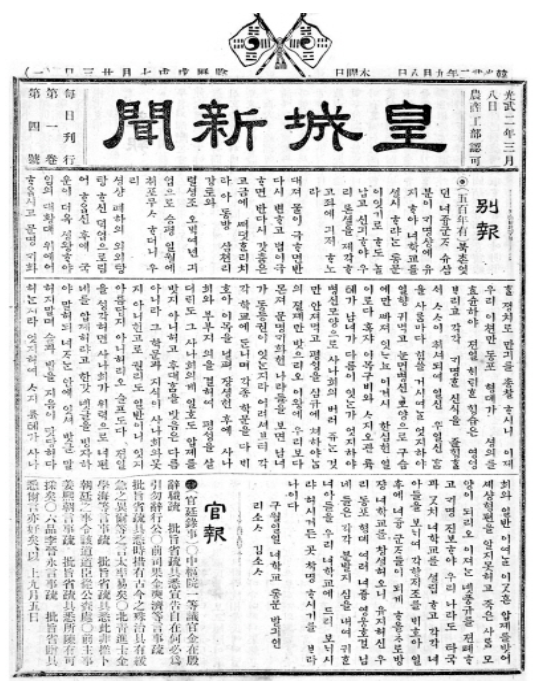
황성신문에 게재된 여권통문 전문

여권통문(女權通文), 또는 여학교설시통문(女學校設始通文)은 1898년 9월 1일 서울 북촌 양반 여성들이 주축이 되고 300여 명의 여성이 찬동해 이뤄진 대한민국 최초의 여성인권선언을 말한다. 이소사(李召史), 김소사(金召史)의 이름으로 발표되었는데, 소사(召史)는 나이든 기혼 여성을 의미한다.

## 기사 전문
1898년 9월 8일 황성신문 별보란과 9일 독립신문에 게재된 ‘여성통문’ 전문의 내용은 다음과 같다.
어찌하여 우리 여인들은 일양 귀먹고 눈 어두운 병신 모양으로 구규(舊閨)만 지키고 있는지 모를 일이로다. 혹자 신체와 수족과 이목이 남녀가 다름이 있는가. 어찌하여 병신 모양 사나이의 벌어주는 것만 먹고 평생을 심규에 처하여 그 절제만 받으리오. 이왕에 먼저 문명개화한 나라를 보면 남녀가 일반 사람이라 어려서부터 각각 학교에 다니며 각항 재주를 다 배우고 이목을 넓혀 장성한 후에 사나이와 부부지의를 정하여 평생을 살더라도 그 사나이의 일로 절제를 받지 아니하고 도리어 극히 공경함을 받음은 다름 아니라 그 재조와 권리와 신의가 사나이와 같기 때문이다.

## 참고 문헌
- 이 문서에는 국립중앙도서관에서 공공누리 제1유형으로 배포된 자료를 바탕으로 한 내용이 포함되어 있습니다.